# Ernst Tantzen
Ernst Ortgies Tantzen (* 3. April 1857 in  Heering a. d. Weser; † 1. Dezember 1926 in Oldenburg) war liberaler Politiker im Großherzogtum Oldenburg sowie im Freistaat Oldenburg.

## Familie
Die Familie Tantzen gehörte zu den Honoratioren des Oldenburger Landes. Bereits sein Großvater Hergen Tantzen (1789–1853) und sein Vater Theodor Tantzen der Ältere (1834–1893) waren Landtagsabgeordnete, sein Bruder Theodor Tantzen der Jüngere (1877–1947) war von 1919 bis 1923 sowie von 1945 bis 1946 oldenburgischer Ministerpräsident.
Ernst Tantzen heiratete am 18. April 1890 Sophie Henriette geb. von Münster (20. April 1865 bis 21. November 1943), die Tochter des Hausmanns Ernst Georg Wilhelm von Münster und Margarete Sophie Adele geb. Martens.

## Leben
Zunächst war Ernst Tantzen als Hausmann und Gemeindevorsteher in Stollhamm tätig. Zur Zeit des Kaiserreiches gehörte er der Fortschrittlichen Volkspartei an. In der Zeit der Weimarer Republik wurde er dann Mitglied der Deutschen Demokratischen Partei. 1896 bis 1925 war er Abgeordneter seiner Partei im Oldenburgischen Landtag. Zwischen 1905 und 1919 war er Vizepräsident und von 1919 bis 1920 fungierte er als Präsident des Landtags.
Im ersten Landtag des Freistaats Oldenburg war er Vorsitzender des Verfassungsausschusses und nahm großen Einfluss auf die Ausarbeitung der neuen Verfassung des Freistaates.
Er gehörte dem Oberverwaltungsgericht Oldenburg seit dessen Gründung 1906 an. Bis 1909 engagierte er sich in der Landwirtschaftskammer Oldenburg. Der Verband der Züchter des Oldenburgischen Pferdes ernannte ihn nach langjähriger Mitgliedschaft zum Ehrenmitglied.